# Ronnbergia columbiana
Ronnbergia columbiana är en gräsväxtart som beskrevs av Charles Jacques Édouard Morren. Ronnbergia columbiana ingår i släktet Ronnbergia och familjen Bromeliaceae. Inga underarter finns listade i Catalogue of Life.